# Зайкин, Иван Михайлович

Мемориальная доска на здании Фабрики им. М. В. Фрунзе.

Иван Михайлович Зайкин (7 [20] марта 1904, Зашево, Данковский уезд, Рязанская губерния, Российская империя — 30 марта 1968, Москва) — Герой Советского Союза, участник Великой Отечественной войны, полковник. Во время Великой Отечественной войны в звании майора был заместителем командира 750-го дальнебомбардировочного авиационного полка (1-я ночная тяжёлая бомбардировочная авиационная дивизия, ДБА). К марту 1942 году совершил более 100 вылетов на бомбардировку военно-промышленных объектов в тылу противника.

## Биография
Иван Зайкин родился 20 марта 1904 года в деревне Зашево (ныне Данковский района Липецкой области) в семье рабочего.
Детство и юность провёл в Москве.
Рано лишившись отца, был вынужден работать с тринадцати лет: в книжном магазине, разносчиком газет, грузчиком.
В 1925 году поступил на текстильную фабрику в Москве. С 1925 по 1931 год работал на фабрике имени М. В. Фрунзе (бывшая Даниловская мануфактура) помощником мастера, о чём на одном из зданий фабрики установлена мемориальная доска.
В 1928 году стал членом ВКП(б).
Заочно окончил Московский текстильный техникум.
Начал службу в армии в 1931 году.
В 1932 году окончил Севастопольскую военную авиационную школу морских лётчиков.
С 1941 года, во время Великой Отечественной войны, воевал в составе Авиации дальнего действия, к марту 1942 года совершив более 100 вылетов в глубокий тыл противника.
Указом Президиума Верховного Совета СССР «О присвоении звания Героя Советского Союза начальствующему составу Военно-воздушных сил Красной Армии» от 29 марта 1942 года за «образцовое выполнение боевых заданий командования на фронте борьбы с немецкими захватчиками и проявленные при этом отвагу и геройство» удостоен звания Героя Советского Союза с вручением ордена Ленина и медали «Золотая Звезда» (№ 674).
После войны продолжал службу в рядах ВВС до 1947 года, когда в звании полковника ушёл в запас.
Проживал в Москве, где и скончался 30 марта 1968 года. Похоронен на Даниловском кладбище (участок № 3).

## Награды
Иван Михайлович Зайкин награждён медалью «Золотая Звезда», орденом Ленина, двумя орденами Красного Знамени, орденом Красной Звезды и медалями.

## Память
На здании Московской хлопчатобумажной фабрики имени М. В. Фрунзе была установлена мемориальная доска. В родной деревне Зашево установлена мемориальная доска. Каждый год 9 мая и в другие праздничные дни жители деревни возлагают цветы к мемориалу.

## Медаль «Золотая Звезда»
В мае 2012 года разгорелся скандал с якобы «фальшивыми ветеранами».
В частности, утверждалось, что на одной из женщин-«ветеранов» была замечена медаль «Золотая Звезда» под номером 674, принадлежавшая Ивану Михайловичу Зайкину. Журналисты «Вечерней Москвы» выяснили, что (по словам родственников Героя) награда И. М. Зайкина была передана в Центральный музей Вооружённых Сил, но в фонде музея она не значится.